# Raputia neblinensis
Raputia neblinensis är en vinruteväxtart som först beskrevs av R. Cowan, och fick sitt nu gällande namn av J.A. Kallunki. Raputia neblinensis ingår i släktet Raputia och familjen vinruteväxter. Inga underarter finns listade i Catalogue of Life.